# 100% Динамо
100% Динамо — футбольна телепрограма футбольного клубу «Динамо» Київ, яка транслюється з 2005 на каналах «Спорт-1» (із повторами на Спорт-2) та ТРК «Київ». 
У передачі показують матеріали про матчі «Динамо», гравців і тренерів команди та сюжети про історію «біло-синіх».
У період з березня по вересень 2007 року програма мала рубрику «Історія Динамо». До 2007 передачу транслювали цілий сезон, від 2008 через проблеми з фінансуванням «100% Динамо» показували лише першу половину сезону. У 2011 зі створенням клубного вебпорталу програму знову показують цілосезонно.